# Ulmus alata
Ulmus alata là một loài thực vật có hoa trong họ Ulmaceae. Loài này được Michx. miêu tả khoa học đầu tiên năm 1803.

## Hình ảnh

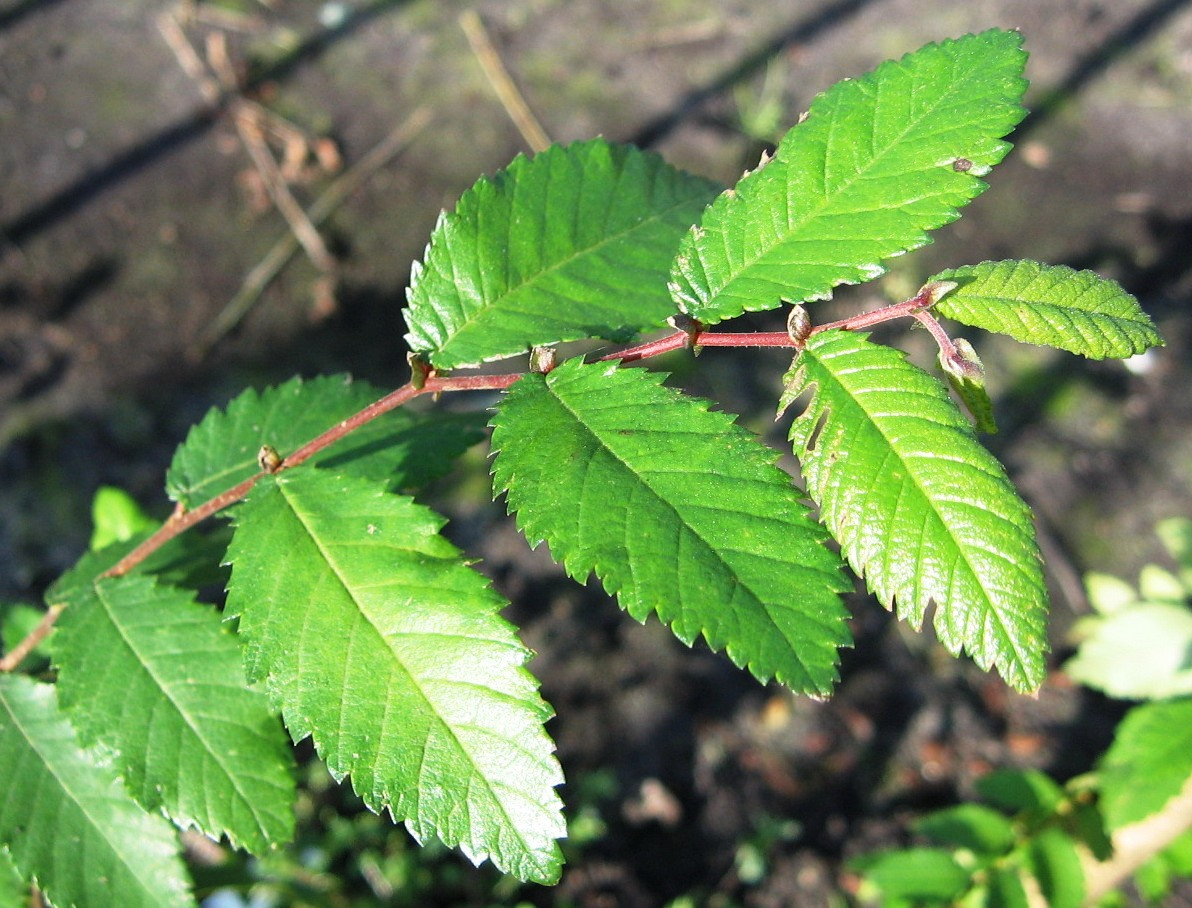
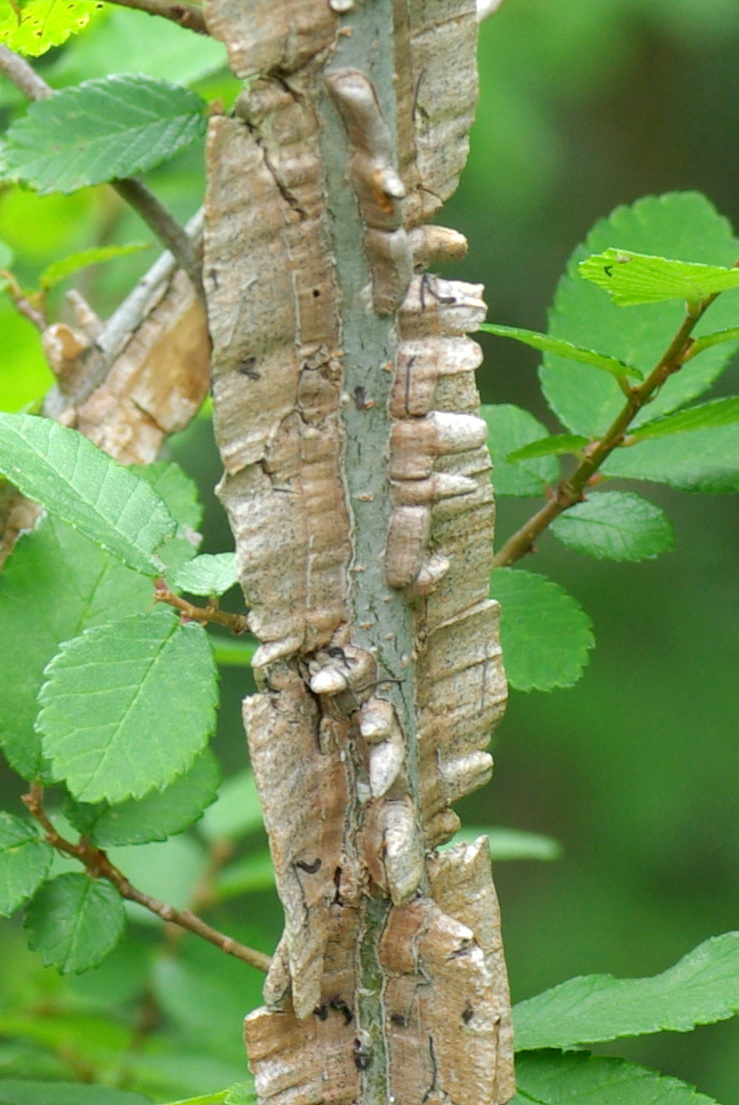